# 豆汁

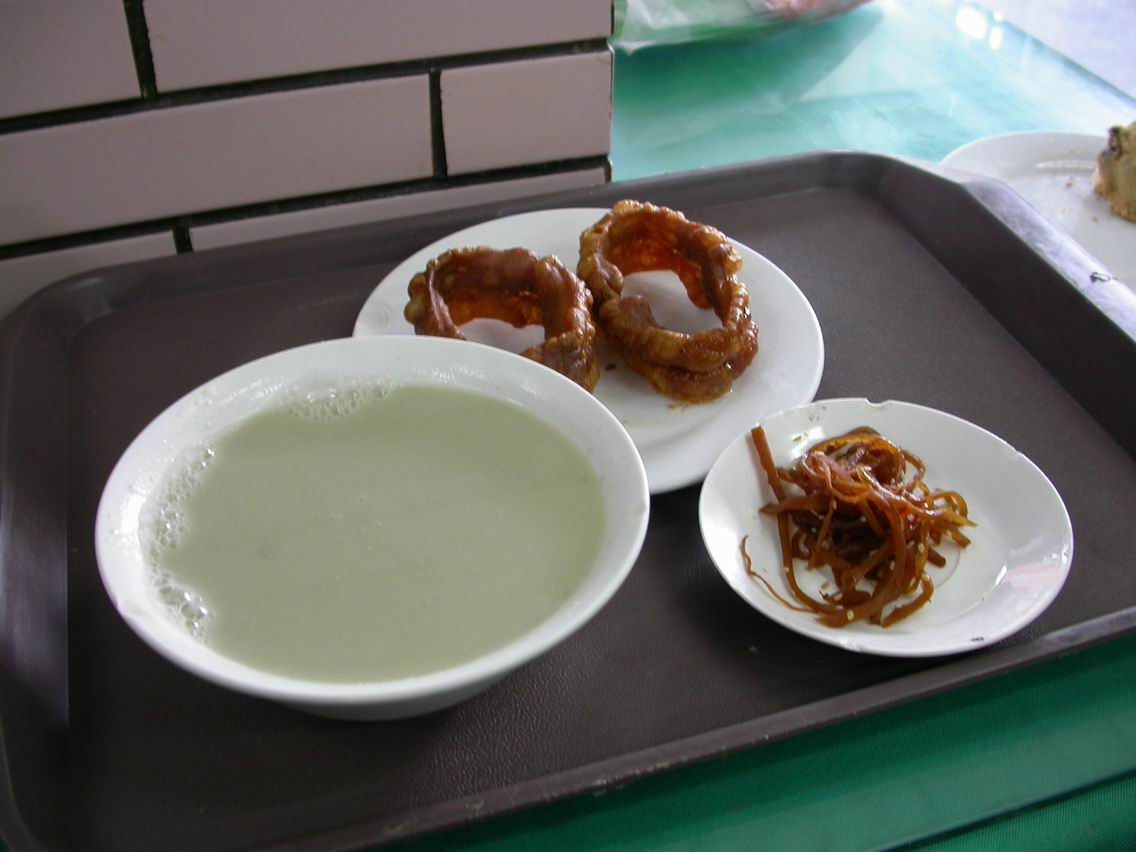
左から豆汁と焦圏と辣絲。

豆汁（とうじゅう、中国語: 豆汁儿（dòuzhīr）、酸豆汁儿 （suān dòuzhīr））は、緑豆を煮てから、すりおろして作った豆乳を乳酸発酵させた、少し酸味のある飲料。北京の伝統的な栄養食品のひとつ。春雨の製造過程ででる上澄み液も利用する事が出来る。

## 概要
豆汁は、緑色をおびた灰色をしており、味にはわずかに酸味と渋みがある。口当たりは滑らかで後味が長く残る。米のとぎ汁にも似た臭いがあり、初めて飲む場合には酸味もあり腐敗したような味があって、飲み込むのも難しい。
北京では人気の高い軽食であり、豆汁と焦圈（ジャオジュエン、揚げドーナツ）は日常的に食されているが、特に春や冬に食されている。北京では「豆汁・焦圈・鹹菜絲」という言葉もあり、3つはいずれも欠かせない組み合わせとしされている。豆汁を1杯、焦圈を数個、さくさくとした焦圈は豆汁の中に入れて食され、塩辛い味の漬物の千切りを加えることで、五味のうちの苦味を除いた酸味、甘味、辛味、塩味の4つの味を味わえる。
もともとは、緑豆をすりつぶしてでん粉をとったり、春雨を作ったあとの残り汁から作られていた。緑豆の粕を濾過した後に残った粕を発酵させて作った汁だった。
緑豆を水につけてふやかし、ミキサーや擂り鉢ですりつぶして「生豆汁」とし、これを元に作るものもある。「生豆汁」を発酵させないレシピもあるが、それでは酸味がほとんど出ず、風味が異なる。

## 歴史
宋代に既にあったことが知られている。20世紀初頭までは、「売豆汁児的」と言われる行商人が天秤棒で担いで北京の町を売り歩いていた。天秤棒の片側には豆汁を入れ、木の蓋をかぶせた土鍋を下げ、もう片方には木の枠に、薬味にする賽の目切りや細切りにした大根の漬け物や碗、洗い水、ブラシを入れて、腰掛けとともにぶら下げて担いだ。焦圏や焼餅も合わせて売る例もあったという。
清の乾隆18年（1753年）には、豆汁は清皇帝御膳としても提供された。

## 麻豆腐
豆汁を発酵させる過程で、タンパク質が多く沈殿する場合があるが、それを用いて麻豆腐というものを作ることも行われた。